# John Boswell (rugby à XV)
Pour les articles homonymes, voir John Boswell et Boswell.
Pas d'image ? Cliquez ici

b Matchs officiels uniquement.
John Douglas Boswell, né le 16 février 1867 et mort le 8 janvier 1948 à Édimbourg, est un joueur de rugby à XV écossais qui a joué avec l'équipe d'Écosse au poste d'avant.

## Carrière
Il a disputé son premier test match le 2 février 1889 contre l'équipe du pays de Galles, et son dernier test match avec l'Écosse le 17 mars 1894 contre l'équipe d'Angleterre.

## Statistiques en équipe nationale
- 15 sélections
- 26 points (5 essais, 4 transformations, 2 drops)
- Sélections par années : 2 en 1889, 3 en 1890, 3 en 1891, 3 en 1892, 2 en 1893, 2 en 1894
- Tournois britanniques de rugby à XV disputés: 1889, 1890, 1891, 1892, 1893, 1894